# Campionato del mondo di scacchi 1957
Il campionato del mondo di scacchi 1957 fu conteso tra il campione del mondo in carica Michail Botvinnik e Vasilij Smyslov, che si affrontarono per la seconda volta in un campionato mondiale, dopo quello del 1954. Il vincitore fu Smyslov, che ottenne 12,5 punti contro gli 9,5 di Botvinnik.
Il match si svolse a Mosca tra il 5 marzo e il 27 aprile.

## Qualificazioni
Il torneo interzonale di qualificazione si svolse a Göteborg, in Svezia, tra il 14 agosto e il 23 settembre 1955. Il torneo, in cui 21 giocatori si affrontarono in un girone all'italiana, fu vinto da David Bronštejn davanti a Paul Keres, Oscar Panno e Tigran Petrosyan.

## Torneo dei Candidati
Originariamente sette giocatori dovevano avanzare al torneo dei Candidati, ma poiché tre giocatori (Filip, Pilnik e Spasskij) erano a pari merito, fu deciso di allargare il torneo a dieci giocatori, aggiungendo ad essi Vasilij Smyslov, qualificato di diritto in quanto sfidante per il titolo mondiale. Il torneo, nel quale i giocatori si affrontarono in un doppio girone all'italiana, si svolse ad Amsterdam tra il 27 marzo e il 30 aprile 1956, e fu vinto da Smyslov, il quale concluse con 11,5 punti su 18, 1,5 punti davanti a Paul Keres.
|     |                                      | 1   | 2   | 3   | 4   | 5   | 6   | 7   | 8   | 9   | 10  | Score |
| --- | ------------------------------------ | --- | --- | --- | --- | --- | --- | --- | --- | --- | --- | ----- |
| 1   | Vasily Smyslov ( Unione Sovietica)   | xx  | = = | = = | 0 = | = = | = 1 | 1 1 | = 1 | 1 = | = 1 | 11½   |
| 2   | Paul Keres ( Unione Sovietica)       | = = | xx  | = = | = = | = = | = 1 | = = | = 0 | 1 = | 1 = | 10    |
| 3-7 | László Szabó ( Ungheria)             | = = | = = | xx  | 1 = | = = | = = | = 1 | 0 = | = = | 0 1 | 9½    |
| 3-7 | Boris Spassky ( Unione Sovietica)    | 1 = | = = | 0 = | xx  | = = | = 1 | 0 = | = = | = = | = 1 | 9½    |
| 3-7 | Tigran Petrosian ( Unione Sovietica) | = = | = = | = = | = = | xx  | 0 = | 0 1 | 1 = | = = | 1 = | 9½    |
| 3-7 | David Bronstein ( Unione Sovietica)  | = 0 | = 0 | = = | = 0 | 1 = | xx  | = 1 | 1 = | = = | = 1 | 9½    |
| 3-7 | Efim Geller ( Unione Sovietica)      | 0 0 | = = | = 0 | 1 = | 1 0 | = 0 | xx  | 1 1 | = 1 | 1 = | 9½    |
| 8-9 | Miroslav Filip ( Cecoslovacchia)     | = 0 | = 1 | 1 = | = = | 0 = | 0 = | 0 0 | xx  | 1 0 | = 1 | 8     |
| 8-9 | Oscar Panno ( Argentina)             | 0 = | 0 = | = = | = = | = = | = = | = 0 | 0 1 | xx  | 1 = | 8     |
| 10  | Herman Pilnik ( Argentina)           | = 0 | 0 = | 1 0 | = 0 | 0 = | = 0 | 0 = | = 0 | 0 = | xx  | 5     |

## Campionato mondiale
Il campionato mondiale si svolse a Mosca al meglio delle 24 partite. Tuttavia, ne furono necessarie solo 22, in quanto Smyslov conduceva a quel punto per 12,5 a 9,5, rendendo impossibile una rimonta di Botvinnik.
Il giudice arbitro dell'incontro era il Grande maestro svedese Gideon Ståhlberg.
|                                       | 1 | 2 | 3 | 4 | 5 | 6 | 7 | 8 | 9 | 10 | 11 | 12 | 13 | 14 | 15 | 16 | 17 | 18 | 19 | 20 | 21 | 22 | 23 | 24 | Totale |
| ------------------------------------- | - | - | - | - | - | - | - | - | - | -- | -- | -- | -- | -- | -- | -- | -- | -- | -- | -- | -- | -- | -- | -- | ------ |
| Vasilij Smyslov ( Unione Sovietica)   | 1 | ½ | ½ | 0 | 0 | 1 | ½ | 1 | ½ | ½  | ½  | 1  | 0  | ½  | ½  | ½  | 1  | ½  | ½  | 1  | ½  | ½  | -  | -  | 12,5   |
| Michail Botvinnik ( Unione Sovietica) | 0 | ½ | ½ | 1 | 1 | 0 | ½ | 0 | ½ | ½  | ½  | 0  | 1  | ½  | ½  | ½  | 0  | ½  | ½  | 0  | ½  | ½  | -  | -  | 9,5    |

Secondo le regole FIDE, il campione detronizzato aveva diritto di tentare di riconquistare il titolo sfidando il nuovo campione. Tale match fu il campionato mondiale 1958.